# 크리스토퍼 에반 웰치
크리스토퍼 에번 웰치(Christopher Evan Welch, 1965년 9월 28일 ~ 2013년 12월 2일)는 미국의 배우이다.
샌타모니카에서 사망하였다. 사인은 폐암이다.

## 출연 작품
- 아워 이디엇 브라더 (2011년) - 로비 역
- 루비콘 (2010년)
- 왓에버 웍스 (2009년)
- 할리우드 폭로전 (2008년)
- 내 남자의 아내도 좋아 (2008년) - 해설 역
- 시네도키, 뉴욕 (2007년)
- 혹스: 욕망의 법칙 (2006년)
- 굿 셰퍼드 (2006년)
- 우주 전쟁 (2005년)
- 인터프리터 (2005년) - 조너선 윌리엄스 역
- 마리 앤 브루스 (2004년)
- 킨 (2004년)
- 스텝포드 와이프 (2004년)

### 텔레비전
- 로앤오더: 성범죄 전담반 (2000)
- 로앤오더: 범죄 전담반 (2008-10)
- 루비콘 (2010)
- 실리콘 밸리 (2014)